# Phyllodactylus gorii
Phyllodactylus gorii (листопалий гекон еспаньйольський) — вид геконоподібних ящірок родини Phyllodactylidae. Ендемік Галапагоських островів.

## Поширення і екологія
Вид є ендеміком острова Еспаньйола в архіпелазі Галапагоських островів.